# ¡Vaya vacaciones!
¡Vaya vacaciones! és una pel·lícula de comèdia espanyola del 2023 dirigida per Víctor García León a partir d'un guió de Manuel Burque i Josep Gatell. Hi participen Toni Acosta, Ernesto Sevilla, Tito Valverde, Gracia Olayo i Ramón Barea.

## Sinopsi
Quan se'ls encarrega de manera contundent de cuidar els seus nets Carla, Guille i Ali (tot arruïnant el seu viatge de vacances previst) mentre els pares d'aquest últim afirmen enganyosament estar treballant, en José i la Manuela es rebel·len i tramen un pla per torturar psicològicament als seus nets, perquè aquests últims puguin suplicar ser "rescatats".

## Repartiment
- Toni Acosta[2]
- Ernesto Sevilla[2]
- Tito Valverde com a José[3]
- Gracia Olayo as Manuela[3]
- Ramón Barea[2]
- Nuria Herrero[2]
- Nicolás Costi[2]
- Daniela Rubio[2]
- Marta de Toro[2]
- Ricardo Mas[2]

## Producció
El guió va ser escrit per Manuel Burque i Josep Gatell. La pel·lícula ha estat produïda per Telecinco Cinema, Quexito Films, Aliwood i Creced y Multiplicaos AIE, amb la participació de Mediaset España, Movistar Plus+ i Mediterráneo Mediaset España Group. El rodatge va començar el 8 d'agost de 2021, a localitzacions de les províncies de València i Alacant.

## Estrena
Distribuïda per Universal Pictures International Spain, la pel·lícula es va estrenar a les sales d'Espanya el 21 d'abril de 2023.